# Chodovlice
Obec Chodovlice se nachází v okrese Litoměřice v Ústeckém kraji. Žije v ní 158 obyvatel.

## Historie
První písemná zmínka o obci pochází z roku 1227.

## Obyvatelstvo
|           | 1869 | 1880 | 1890 | 1900 | 1910 | 1921 | 1930 | 1950 | 1961 | 1970 | 1980 | 1991 | 2001 | 2011 |
| --------- | ---- | ---- | ---- | ---- | ---- | ---- | ---- | ---- | ---- | ---- | ---- | ---- | ---- | ---- |
| Obyvatelé | 274  | 301  | 329  | 348  | 384  | 355  | 377  | 262  | 223  | 207  | 189  | 155  | 134  | 144  |
| Domy      | 63   | 64   | 65   | 67   | 82   | 89   | 94   | 95   | 72   | 72   | 68   | 76   | 78   | 77   |

## Pamětihodnosti
- Východně od vesnice stojí památkově chráněný Lucký mlýn založený už v šestnáctém století.[6]
- Kaple svatého Bartoloměje

## Osobnosti
- Josef Věnceslav Vlasák (1802–1871), učitel a obrozenecký spisovatel